# Syngamoptera gigas
Syngamoptera gigas är en tvåvingeart som beskrevs av Fan 1990. Syngamoptera gigas ingår i släktet Syngamoptera och familjen husflugor. Inga underarter finns listade i Catalogue of Life.